# Gueorgui Demidov
Gueorgui Demidov (en russe : Георгий Георгиевич Демидов), né à Saint-Pétersbourg, dans l'Empire russe, le 16 novembre 1908 (29 novembre dans le calendrier grégorien) et mort le 19 février 1987, en URSS, est un physicien, ingénieur, élève du physicien Lev Landau, prisonnier du Goulag, écrivain en langue russe. Il est l'auteur de nouvelles et de récits sur la répression de masse et un des modèles de héros dans deux récits de Varlam Chalamov.

## Biographie

### Enfance, jeunesse
Gueorgui Demidov est né dans une famille nombreuse, sa mère était analphabète et son père travaillait comme contremaître dans une usine. Après avoir obtenu son diplôme d'école moyenne, à 16 ans, il part dans le Donbass où il travaille durant deux ans dans une raffinerie de sucre. Après avoir gagné un peu d'argent, il entre à l'Université nationale de Kharkiv en faculté de physique et de chimie. Il obtient son premier brevet d'invention en 1929 à l'âge de 21 ans.
Dans les années 1930, Demidov travaille au laboratoire dirigé par le futur prix Nobel de physique (1962) Lev Landau à l'Institut national de physique et de technologie de Kharkiv. Selon les souvenirs de la fille de Demidov, Lev Landau l'a inclus dans son laboratoire en lui disant alors qu'il était en troisième année de faculté : « Tu n'as rien à faire dans cette classe »,. Il défend sa thèse de doctorat sous la direction de Landau. À l'époque des Grandes Purges, à la fin des années 1930, sous Joseph Staline, à l'Institut national de physique et de technologie de Kharkiv, Landau et Demidov sont victimes de la répression contre les chercheurs. Landau est envoyé de Kharkiv à Moscou.

### Répression
Demidov est arrêté, jugé par un tribunal militaire, condamné à 5 ans de camp, sur base de l'article 58 du code pénal de la RSFSR, et envoyé au mois de septembre 1938 à la Kolyma en Sibérie. Là, il travaille dans les mines d'uranium et d'or de Boutougychag notamment. Plus tard, lors de l'enquête pénale de 1946, Demidov a raconté que, du fait de la famine des prisonniers dans le camp de Boutougychag, ils avaient été contraints de manger les cadavres des morts. Dans les conditions précaires de la Kolyma, il a mis en place un atelier destiné à restaurer les vieilles ampoules électriques usagées pour tout le camp. Dans la chaîne de production, il supervise l'ensemble du processus comme ingénieur en chef. Cet atelier a permis d'économiser considérablement le budget destiné au remplacement des ampoules. La direction du Goulag a récompensé tous les créateurs de nouveauté dans l'atelier. Pour éclairer les sombres galeries de mines sous terre, pour purifier les métaux extraits du sol, pour faire fonctionner les appareils médicaux dans les centres de radiologie, Demidov était un auxiliaire précieux de l'administration des camps grâce à sa formation d'ingénieur. Il s'attendait à une libération anticipée. Mais, lors de la cérémonie de remise des cadeaux (en provenance en partie des États-Unis en vertu du prêt-bail parmi lesquels des chaussures, des vestes, etc.), il refuse, et selon le récit de Varlam Chalamov :

« L'ingénieur... prit la boîte des mains du directeur du Dalstroï. Distinctement et à voix haute, Kipreïev (Demidov est le prototype de l'ingénieur Kipreïev d'après Chalamov lui-même) annonça : Je ne veux pas porter les vieilles nippes des Américains et il reposa la boîte sur la table. Il fut arrêté sur-le-champ et écopa de huit ans supplémentaires. »

 Lors de l'instruction de son dossier, Demidov a donné cette définition de la Kolyma : un Auschwitz sans les chambres à gaz,.
Plus tard, l'ingénieur Demidov tombe malade et se retrouve à l'hôpital central pour détenus. Il finit par y travailler comme technicien en radiologie après avoir récupéré partiellement ses forces. Là, il fait la connaissance de Varlam Chalamov avec lequel il se lie d'amitié. La vie de Demidov au Dalstroï est devenue la base de deux récits de Chalamov parmi les Récits de la Kolyma : Ivan Fiodorovitch et La vie de l'ingénieur Kipreïev. La pièce Anna Ivanovna de Chalamov est également écrite en souvenir de Demidov (Chalamov, jusqu'à 1965, croyait que Demidov était mort après avoir dû quitter la Kolyma et le cabinet de radiologie pour une destination inconnue). Chalamov, dans ses mémoires intitulés Les Années vingt, écrit : « Parmi mes nombreuses observations, il y a celle-ci : l'homme le plus honnête et le plus intelligent que j'aie rencontré dans ma vie était un certain Demidov »,.
De l'hôpital, Demidov retourne plus tard dans une autre division du camp. En 1951, il est envoyé au laboratoire secret du Goulag appelé Charachka en tant que physicien expérimentateur. Puis, comme son terme au Goulag était expiré, il est envoyé au Nord de la République des Komis à Inta à titre de bannissement après purge totale de sa peine. Ensuite, il déménage encore à Oukhta, où, de 1954 à 1972, il travaille comme contremaître puis comme ingénieur de construction dans l'usine mécanique d'Oukhta. Sa réhabilitation (en) juridique pour ses deux condamnations a lieu en 1958 après deux recours auprès du bureau du procureur militaire.

### Travaux et œuvre
Travaillant comme ingénieur, Demidov est l'auteur d'un certain nombre d'inventions et de projets. Il est reconnu comme Meilleur ingénieur de la République socialiste soviétique autonome des Komis. À partir des années 1950, il commence à écrire des récits sur la répression et la vie des camps dans la Kolyma, qui ont fini par se répandre sous forme de samizdat. Demidov s'opposait à la publication de ses livres en Occident parce qu'il les jugeait indispensables aux lecteurs soviétiques, selon ce qu'en écrit sa fille Valentina. En 1965, Demidov et Chalamov se sont retrouvés par hasard lors d'un voyage à Moscou. Ils ont commencé à correspondre et ont poursuivi pendant deux ans jusque 1967.

### Rapports entre Demidov et Chalamov
Chalamov reproche à Demidov de présenter son travail littéraire comme un amusement. Il lui rappelle son devoir d'écrivain. Il lui conseille également de rendre son écriture plus sobre, plus épurée des émotions et des sentiments. De rapprocher ses textes d'une écriture plus documentaire. Chalamov exposera ses conceptions dans son livre Tout ou rien :

« La mort du roman, de la nouvelle, du récit signifie la mort du roman psychologique, descriptif. Tout ce qui est inventé, composé, personnage ou caractères, tout cela est récusé. »

Demidov coupe alors ses relations avec Chalamov parce qu'il refuse de recevoir des leçons. Les malentendus se sont accumulés et avec sa droiture habituelle, le 14 août 1967, Demidov prend les devants et envoie une dernière lettre de rupture à son ami,,. C'est après avoir atteint l'âge de la retraite que Demidov s'est consacré le plus à l'écriture, en 1972.

### Décès
En août 1980, il y eut simultanément dans plusieurs villes des perquisitions et tous les manuscrits de Demidov ont été confisqués par le KGB. Après cette date, il n'écrit plus. Il meurt le 19 février 1987, à l'âge de 79 ans.
L'été 1987, la fille de l'écrivain, Valentina Demidova, s'est adressée au Comité central à Alexandre Nikolaïevitch Iakovlev, l'organisateur de la perestroïka et en 1988 les manuscrits de son père lui ont été rendus,.

## Reconnaissance
Au début des années 1990, malgré de nombreuses difficultés, plusieurs récits de Demidov ont été publiés. Le premier, en 1990, sous le titre Doubar, dans la revue Ogoniok, après la demande de la fille de l'auteur Valentina Demidova adressée à Vitali Korotitch, le rédacteur en chef de la revue. En France, le livre Doubar a été publié, mais l'édition russe n'a pas eu lieu après la dislocation de l'URSS. Après le départ de la fille de l'écrivain au Canada en 1993, plusieurs récits ont été publiés à l'étranger. En 2008, les éditions russes Vozvrachtchenie-Возвращение (ru) ont commencé à publier l'œuvre de Demidov et quatre récits sont déjà parus en russe :
- Étrange planète (Чудная планета) (2008)[19],
- L'Abat-jour orange (Оранжевый абажур) (2009),
- L'Amour derrière les fils barbelés (Любовь за колючей проволокой) (2010),
- De l'Aube au crépuscule (От рассвета до сумерек) (2014).

Valentina Demidova, la fille de l'auteur, prépare l'impression de plusieurs ouvrages avec des éditeurs dont une version intégrale en français.
La réalisatrice Svetlana Bytchenko (ru) a tourné un film documentaire en 2010 intitulé Vie de l'intellectuel Demidov, basé sur l'interview que lui a accordée la fille de Demidov, sur les connaissances de l'écrivain à Oukhta dans la République des Komis où il a vécu de 1957 à 1972, et sur sa correspondance personnelle.

## Ouvrages traduits en français
- Doubar et autres récits du Goulag, Genève, Édition des Syrtes, 2021, 281 p. (ISBN 978 2940628865)
- L'Amour derrière les barbelés : récits du Goulag, Genève, Éditions des Syrtes, 2022 (ISBN 978-2-940701-32-2)
- Merveilleuse planète, Genève, Éditions des Syrtes, 2025 (ISBN 9782940701858)[21]